# Paper zien
Paper zien is een lied van de Nederlandse rapper Yssi SB. Het werd in 2020 als single uitgebracht en stond in hetzelfde jaar als negende track op het album Nooit gedacht. Een week nadat Yssi SB het lied uitbracht, kwam hij met D-Double, Henkie T, Jack, Sevn Alias en Josylvio met een remix.

## Achtergrond
Paper zien is geschreven door Ychano Hunt en met Henk Mando bij de remixversie en geproduceerd door Maneaux en Seffbeatz. Het is een nummer uit het genre nederhop. Het is een lied dat gaat over het leven op de straat en over geld. Het is de eerste hitsingle van Yssi SB. Op de B-kant van de single is een instrumentale versie te vinden.

## Hitnoteringen
De artiesten hadden succes met het lied in de hitlijsten van het Nederlands taalgebied. Bij zowel de Single Top 100 als de Nederlandse Top 40 als de Vlaamse Ultratop 50 werden de luistercijfers van het origineel en de remix gecombineerd. Het lied piekte op de vijfde plaats van de Single Top 100 en was dertig weken in de lijst te vinden. Het had geen notering in de Nederlandse Top 40, maar het piekte op de derde plaats van de Tipparade. Ook de Vlaamse Ultratop 50 werd niet bereikt; het lied bleef steken op de elfde plaats van de Ultratip 100.